# Kanton Chartres-Sud-Ouest
Der Kanton Chartres-Sud-Ouest war von 1973 bis 2015 ein französischer Wahlökreis im Arrondissement Chartres, im Département Eure-et-Loir und in der Region Centre-Val de Loire. Vertreterin im conseil général des Départements war ab 2004 Brigitte Santerre.

## Gemeinden
Der Kanton umfasste zehn Gemeinden und den südwestlichen Teil der Stadt Chartres. In der nachfolgenden Tabelle ist für alle Orte jeweils die gesamte Einwohnerzahl angegeben.
| Gemeinde          | Einwohner Jahr | Fläche km² | Bevölkerungsdichte | Postleitzahl | Code INSEE |
| ----------------- | -------------- | ---------- | ------------------ | ------------ | ---------- |
| Barjouville       | 1742 (2013)    | –          | – Einw./km²        | 28630        | 28024      |
| Chartres          | 38840 (2013)   | –          | – Einw./km²        | 28000        | 28085      |
| Corancez          | 398 (2013)     | –          | – Einw./km²        | 28630        | 28107      |
| Dammarie          | 1520 (2013)    | –          | – Einw./km²        | 28360        | 28122      |
| Fontenay-sur-Eure | 838 (2013)     | –          | – Einw./km²        | 28630        | 28158      |
| Fresnay-le-Comte  | 343 (2013)     | –          | – Einw./km²        | 28360        | 28162      |
| Luisant           | 6720 (2013)    | –          | – Einw./km²        | 28600        | 28220      |
| Mignières         | 920 (2013)     | –          | – Einw./km²        | 28630        | 28253      |
| Morancez          | 1664 (2013)    | –          | – Einw./km²        | 28630        | 28269      |
| Thivars           | 1042 (2013)    | –          | – Einw./km²        | 28630        | 28388      |
| Ver-lès-Chartres  | 819 (2013)     | –          | – Einw./km²        | 28630        | 28403      |